# 尼古拉斯·吉尔
尼古拉斯·吉尔（英語：Nicolas Gill，1972年4月24日—），加拿大男子柔道运动员。他曾代表加拿大参加1992年、1996年、2000年和2004年夏季奥林匹克运动会柔道比赛，获得一枚银牌和一枚铜牌。